# Willem Jansz

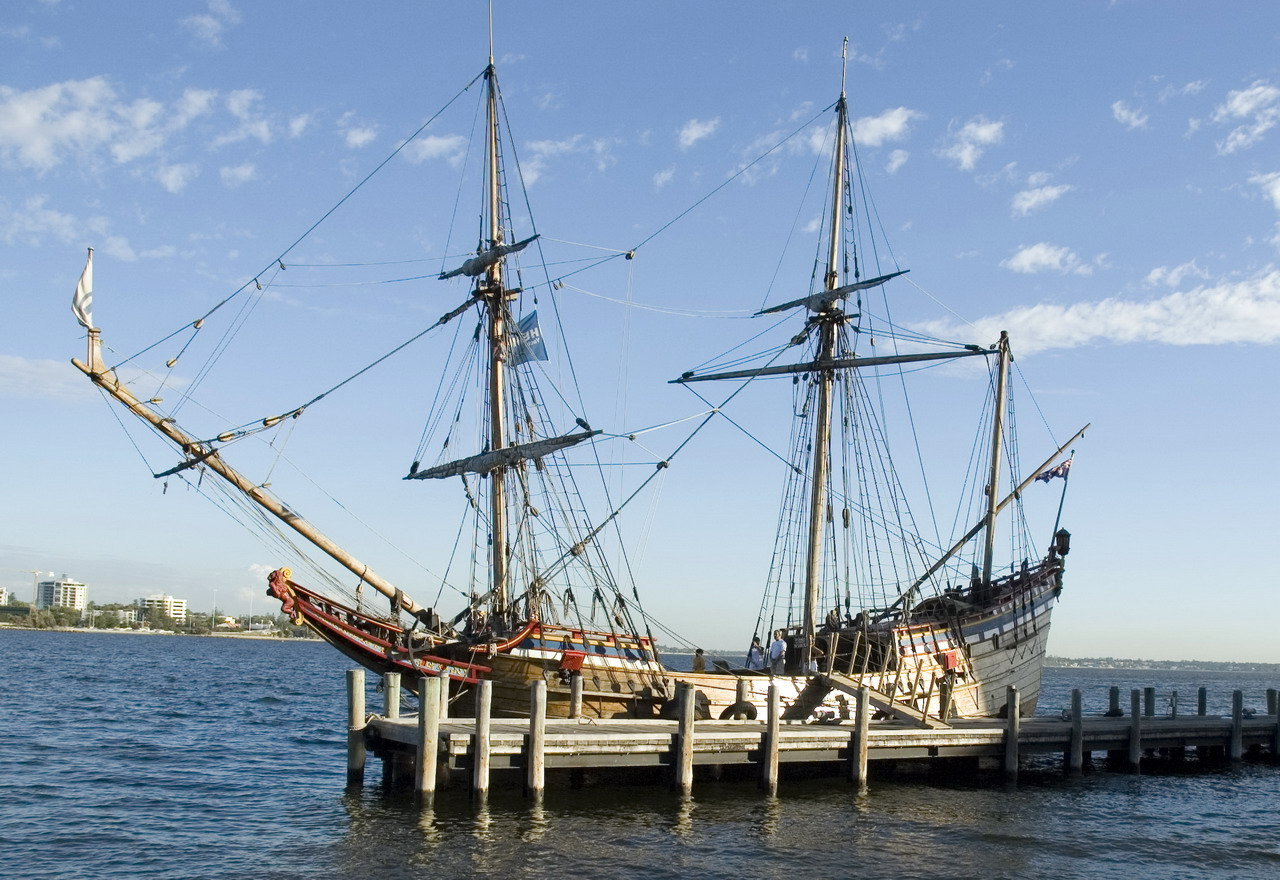
Replica van de Duyfken

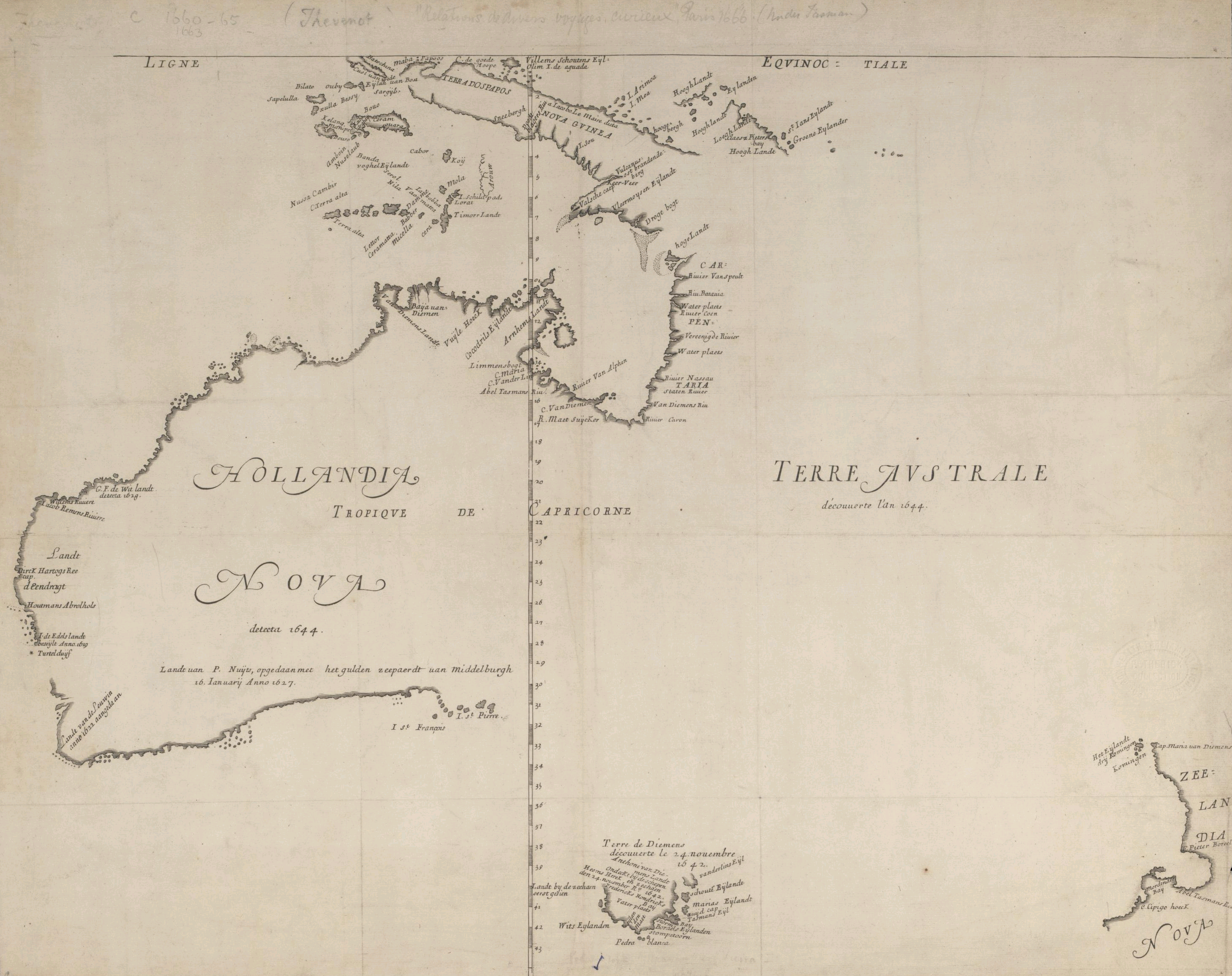
Kaart van Nieuw-Nederland door Melchisédech Thévenot (1663), gebaseerd op gegevens van Willem Jansz. en Abel Tasman; aangekocht door Eugenius van Savoye

Willem Jansz. (ook wel Janssen en Janszoon) (?, ca. 1570 – ca. 1636) was een Nederlandse schipper, gouverneur op Solor, gouverneur van de Banda-eilanden, raad van Indië, admiraal en ontdekkingsreiziger, die vanuit Europees perspectief als de officiële ontdekker van Australië geldt.

## Biografie

### Naar Indië
Over Jansz.' jonge jaren is bijna niets bekend. Hij had een broer, Volckert Jansz., die begin 1616 de gage in ontvangst nam die Willem als schipper op de Orangie had verdiend en die door zijn moeder was opgevraagd. Ook over zijn vroege loopbaan bestaat vanwege zijn veel voorkomende naam onduidelijkheid. Hij trad waarschijnlijk in dienst van een van de zogenaamde voorcompagnieën van de VOC en reisde in 1598 naar Indië met een vloot onder Jacob van Neck, de succesvolle tweede schipvaart. Jansz. was vermoedelijk stuurman op het schip Hollandia. Minder waarschijnlijk is dat hij de Willem Jansz. was die in mei 1601 onder Joris van Spilbergen schipper was op het jacht Lam, en later stuurman op de Ram, aangezien Van Spilbergen in maart 1604 terugkwam in Nederland, terwijl in december 1603 de eerste VOC-tocht onder Steven van der Hagen vertrok. Op deze vloot van twaalf schepen was Jansz. schipper op de Duyfken, het jacht waarmee hij later naar Australië voer. Voor de Duyfken was het de tweede reis naar Indië. Het had eerder deelgenomen aan de vloot van april 1601 onder Wolfert Harmensz., die weer deel uitmaakte van de grotere vloot van Jacob van Heemskerck. Eind 1603 was het door de VOC gekocht. Jansz. nam met de Duyfken deel aan de gevechten van de vloot met de Portugezen in Mozambique in de zomer van 1604, en later dat jaar voor Goa en de Malabarkust. In december kwam de vloot aan in Bantam. In januari 1605 kreeg men op Ambon het Portugese fort daar in handen en hernoemde het in Kasteel Victoria. Bij de terugkeer van de vloot bleef Jansz. in Bantam achter, samen met drie andere jachten, de Delft, de Enckhuizen en de Medemblick. Vermoedelijk was het al Van der Hagens bedoeling dat de Duyfken op exploratie naar het zuiden zou gaan. Jansz. kreeg opdracht om op zoek te gaan naar goud en zijn reis naar het onbekende Zuidland in kaart te brengen.

### Op ontdekkingsreis
In 1605 gaf de president van de VOC-factorij in Bantam Jan Willemsz. Verschoor opdracht 'tot het ontdecken van het groote land van Nova-Guinea en andere onbekende Oost- en Suyderlanden' met het jacht Duyfken. Er gingen al sinds de 16e eeuw geruchten dat daar goud gevonden werd. De leiding van de tocht werd opgedragen aan schipper Willem Jansz., samen met de koopman Jan Lodewijksz. van Rosengeyn. Op 18 november 1605 verliet de Duyfken de haven. Jansz. zeilde via Ceram, Banda-, Kei- en Aru-eilanden richting Nieuw-Guinea. Hij voerde verscheidene landingen op de kust uit om meer te weten te komen over het land en de bewoners. Bij een van deze landingen werden acht matrozen door de inwoners overvallen en vermoord. De bemanning van de Duyfken werd hiermee bijna gehalveerd. Hij volgde de kust tot aan Kaap Vals. Van daaruit zeilde hij zuidwaarts over de Arafurazee, en toen hij eind februari 1606 weer land zag bevond hij zich voor de kust van Australië, bij het Kaap York-schiereiland, waarvan hij de kust volgde tot aan Kaap Keerweer, op ongeveer 13 graden en 45 minuten zuiderbreedte. Bij het verkennen van een rivier met behulp van een sloep werd nog een matroos gedood door een speer geworpen vanaf de oever. Jansz. bracht zo'n 320 kilometer van dit continent in kaart, denkend dat het zuidelijke uitlopers van Nieuw-Guinea betrof. Wel meende hij 'een open' gezien te hebben maar heeft dat niet verder geëxploreerd. Zes maanden later zeilde de Spanjaard Luiz Váes de Torres er door, zonder te beseffen dat het een straat was (de later naar hem genoemde Straat Torres) en zonder zuidwaarts vasteland te zien. In mei keerden Jansz. en Rosengeyn na het opraken van drinkwater en proviand terug naar de dichtstbijzijnde VOC-vestiging, Banda, en vandaar via Ambon naar Bantam, ruwweg via dezelfde route.

### Carrière

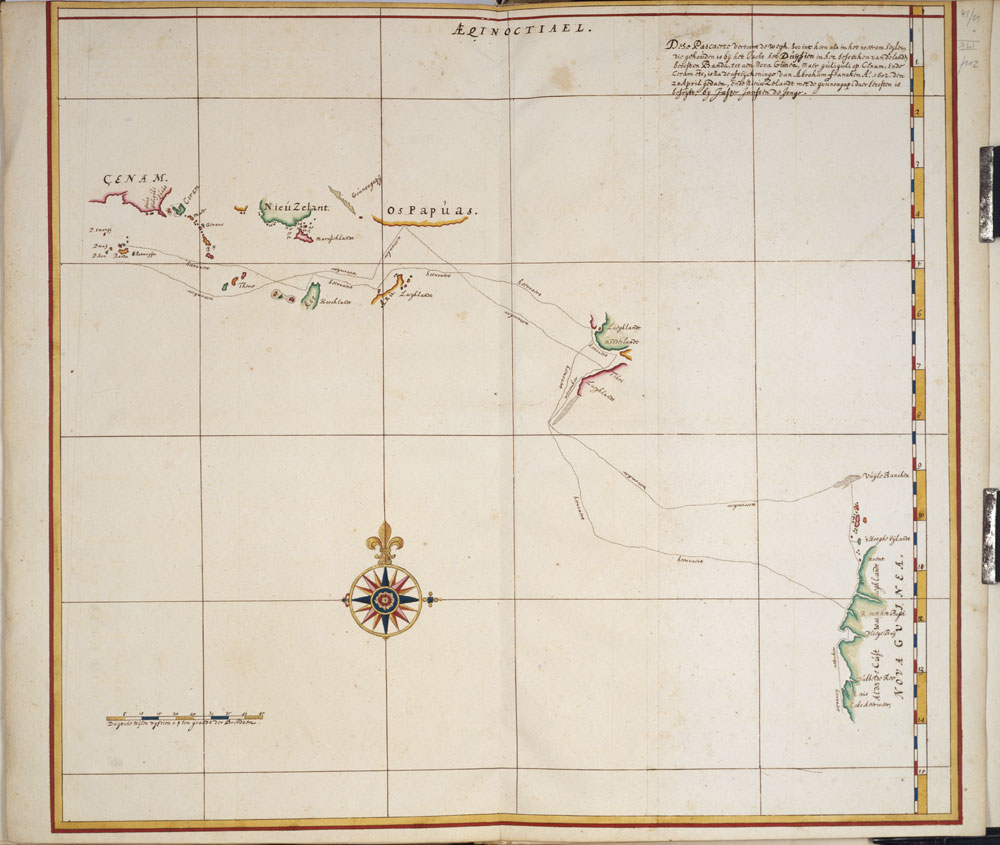
De route van de Duyfken naar Australië. Kopie uit 1670 van de originele kaart.

Jansz. maakte vervolgens carrière in de VOC. Cornelis Matelieff de Jonge zond hem in 1607 als schipper van het jacht Madagascar naar Ambon en Banda, om daar contanten te brengen en te waarschuwen dat er twee Engelse schepen in aantocht waren om wapens voor nootmuskaat te ruilen. In juni 1608 nam hij als schipper van het jacht Delft (een van de jachten van Van der Hagens vloot) onder admiraal Paulus van Caerden deel aan de verovering op de Spanjaarden van het eiland Makian in de Molukken. Ook Jan Lodewijksz. van Rosengeyn was aan boord. Naar aanleiding van Jansz' verrichtingen schreef Van Caerden over hem: 'heeft hem seer wel bij ons gedragen, seer naerstich ende sorchvuldich geweest dewijle bij ons geweest is, soo dat ick hem seer daer over bedancke'.
Vanaf oktober 1609 maakte hij als schipper van de Eendracht, met Arent Martensz. op de Cleyne Sonne en nog het jacht Cleyn Middelburg, een reis naar Atjeh, maar daar bleek dat de sultan geen zaken meer wilde doen met de VOC. Vervolgens zeilde men door naar de Coromandelkust om daar toestemming te verkrijgen voor het vestigen van factorijen in onder andere Paliacatte. Hier zou een paar jaar later Kasteel Geldria gebouwd worden. Bij Batticaloa aan de oostkust van Ceylon wist Jansz. in februari 1610 een met Bengaalse suiker geladen Portugees schip te veroveren. De onderkoopman Carolus de Lannoye werd in maart als gezant naar het hof van Kandy in het binnenland gezonden. Koning Wimaladharmasuriya I, die in 1603 Sebald de Weert had laten vermoorden, was opgevolgd door zijn neef Senarat, zodat de VOC nieuwe hoop had op een verbond. Het resultaat was een op 13 april gesloten akkoord door 'Carolus de Lannoye, gecommitteert van capteyn Willem Jansz., uytt cracht van Sijne Princelijke Excellentie Mauritius, prince van Orangien, enz. enz.... ter eenre, en den Doorluchtigen, Hoochgeboren Kayser van Ceylon, Coninck van Candy, genaempt Seneratadazyn, ten andre'. Op 23 november 1610 keerde Jansz. op de Cleyn Middelburg met het akkoord terug naar Bantam. De Eendracht was lek achtergebleven in de rivier bij Paliacatte om daar gerepareerd te worden. Kort na aankomst in Bantam keerde Jansz. als opperkoopman op de Orangie van de VOC-Kamer Zeeland terug naar Nederland, waar hij in augustus 1611 aankwam.

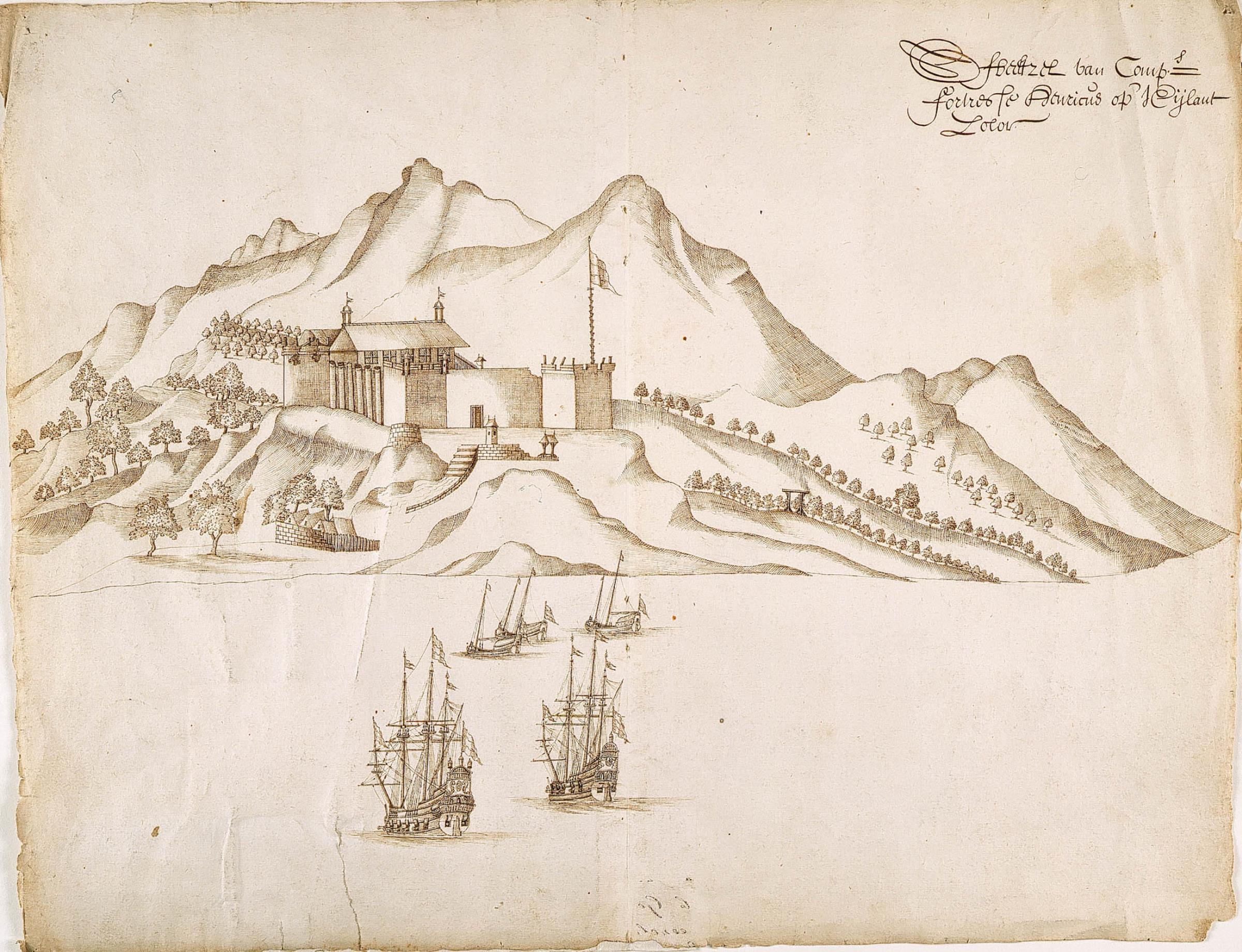
Het weer herbouwde fort Henricus op Solor.

De bewindhebbers in Zeeland waren zeer tevreden over hem. Zij noemden hem 'een seer bequaem ende nuchteren man, die ons groot contentement heeft gegeven van zijn relaes over den handel in de Oost Indien, en het waer te wenschen dat de Compe velen sulcken dienaers in India hadden; souden vertrouwen daer beter gouvernement soude weesen als wij somwijlen wel hooren'. Zij stelden hem aan als schipper op de Orangie, dat samen met de Zeelandia voor de kamer Zeeland in de grote vloot van Adriaan Maertensz. Block eind december alweer naar Indië vertrok. In november 1612 kwam de vloot in Bantam aan, en zeilde daarna door naar de Molukken. Jansz. was met de Orangie tot begin 1614 betrokken bij gevechten met de Spanjaarden en het vervoer van specerijen naar Bantam. In september zond gouverneur-generaal Pieter Both hem met het jacht Hazewind naar Solor, waar de gouverneur Adriaen van de Velde en een aantal kooplieden op instigatie van een tweetal Portugese monniken door de eilandbewoners waren vermoord. Jansz. was vervolgens een jaar gouverneur van Solor. Hij was door Both benoemd omdat er zo snel geen ander beschikbaar was, maar Both schreef: 'dese voorschr. Willem Jansz. is van natueren goetaerdich, modest, ende zedich, die hem geduijrende zijnen tijdt op 't schip Orangie naer behooren heeft gequeten, ende in 't minste geen fastidien met zijn volck gehadt ende altijdt goede ordre op sijn schip geobserveert; alsoo dat ik niet en twijffele, sullen van den voorschreven gouverneur goeden dienst hebben te verwachten'. In december 1615 werd het kantoor door Jan Pieterszoon Coen, toen boekhouder-generaal in Bantam, opgeheven. Jansz. liet fort Henricus afbreken en leverde het garnizoen af aan het schip Engel van de vloot van Jan Dircksz. Lam. Deze was onderweg naar Pulau Ai om dat eiland voor de VOC te veroveren ten einde de Engelsen te 'prevenieren'. (Fort Henricus werd in 1618 alweer herbouwd). In november 1616 keerde Jansz. vanaf Bantam als opperkoopman op de Zeelandia weer terug naar Nederland, waar hij in juni 1617 aankwam en in Middelburg uit dienst van de VOC trad.

### Oorlog
Twee maanden later werd hij alweer aangenomen, met een aanzienlijke salarisverhoging en om in Indië als vicegouverneur of als commandeur van een vloot aangesteld te worden. Zo was hij in januari 1618 weer op weg naar Indië op het schip Mauritius, en kwam op 31 juli voor de tweede keer in aanraking met Australië, ditmaal aan de westkust, op wat later het door Dirk Hartog ontdekte Eendrachtsland bleek te zijn. De schipper Lenaert Jacobsz. tekende aan: 'Een eylandt ontdeckt ende aen lant geweest; bevonden voetstappen van volck'. Er werd een rivier ontdekt die Jansz. de Willemsrivier noemde (tegenwoordig de Ashburton rivier). Deze werd daarna aangegeven op kaarten uit die tijd.

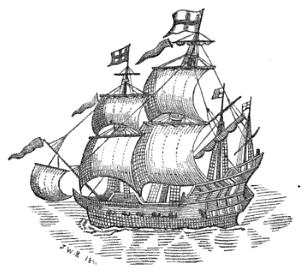
De Red Dragon.

Aangekomen in Bantam en in de nieuwe factorij in Jacatra werd hij door Coen, inmiddels gouverneur-generaal, in de Raad van Indië benoemd, samen met Pieter de Carpentier, Adriaen Maertensz. Block, Andries Soury en Herman van Speult. Hij kreeg het commando over het schip Wapen van Amsterdam en nam deel aan de zeeslag met de grote Engelse vloot van Thomas Dale voor de kust van Jacatra. De concurrentie met de Engelse Oost-Indische Compagnie (de EIC) was uitgelopen op een gewelddadig conflict. Coen ging met de Nederlandse vloot versterking halen in de Molukken en was in mei 1619 weer terug, waarna Jacatra werd veroverd. Coen besloot om de Engelse vloot niet op te zoeken maar door te gaan met het bevorderen van de handel, waarbij echter niet nagelaten hoefde te worden 'omme op de Engelsche eenige advantagie te soecken, tot revenge van geleden schade'. Hendrik Janssen vertrok met drie schepen naar Pattani om het Engelse opperhoofd van Bantam John Jourdain te achterhalen. Jansz. vertrok met het Wapen van Zeeland en vijf andere schepen naar de westkust van Sumatra. Hij moest onder andere een onderzoek doen naar de activiteiten van Cornelis Coomans in de peperhandel. Bij Tikoe onderschepte hij vier volgeladen Engelse schepen, de Red Dragon, de Bear, de Expedition en de Rose, die alle veroverd werden. De bemanning gaf hij vrije aftocht op de Rose. Met de overige schepen voer hij terug naar het nieuw gestichte Batavia. De Red Dragon was een befaamd schip. Het was het vlaggenschip geweest van de eerste reis van de Engelse Oost-Indische Compagnie in 1602 onder leiding van James Lancaster, in 1604 het vlaggenschip van Henry Middleton, in 1607 dat van William Keeling, in 1612 van Thomas Best en in 1615 weer van Keeling. De schipper in 1619, Robert Bonner, kwam bij het gevecht met de vloot van Jansz. om het leven. De Expedition was het vlaggenschip van David Middleton in 1609. Jansz. kreeg als beloning voor deze overwinning de bij de VOC gebruikelijke gouden ketting met penning, ter waarde van 1000 gulden.
In 1620 werd bekend dat in Europa het Akkoord van Defensie was gesloten, waarin werd afgesproken dat de VOC en de EIC voortaan samen zouden werken in de handel en de strijd tegen Spanje. In Azië werd de Raad van Defensie opgericht. Beide compagnieën leverden vier leden voor de raad en tien schepen voor een vloot. Jansz. was betrokken bij de onderhandelingen met de Engelsen. In een gecombineerde vloot van tien schepen vertrok hij onder Engels bevel via Hirado naar Manilla om daar de Spanjaarden 'afbreuk' te doen en de Chinese handel richting Batavia te verleggen. Hoe precies was niet duidelijk. In augustus 1621 zouden de rollen worden omgedraaid en was hij admiraal op de "Defensievloot", op het schip Bantam. Geen van beide tochten leverde veel op. Een aantal Chinese jonken werd buitgemaakt (omdat ze naar men zei met de vijand handelden) maar het jaarlijkse Spaanse zilverschip uit Mexico wist in een storm te ontsnappen. In 1622 besloot de Raad om een aanval te doen op Macau en, als dat niet lukte, op een geschikte plek langs de Chinese kust een fort te bouwen. Zestien schepen werden ingezet met voor 18 maanden proviand alsmede 1300 zeelieden en soldaten en vermoedelijk 150 slaven. De leiding berustte bij Cornelis Reijersen. Een van de schippers was Willem Bontekoe. De vloot had moeten samenwerken met die van Jansz, maar door zware stormen kon deze op de terugweg van Manilla de Pescadores, waar het fort was gebouwd, niet bereiken, tot grote teleurstelling van Coen.

### Gouverneur van Banda

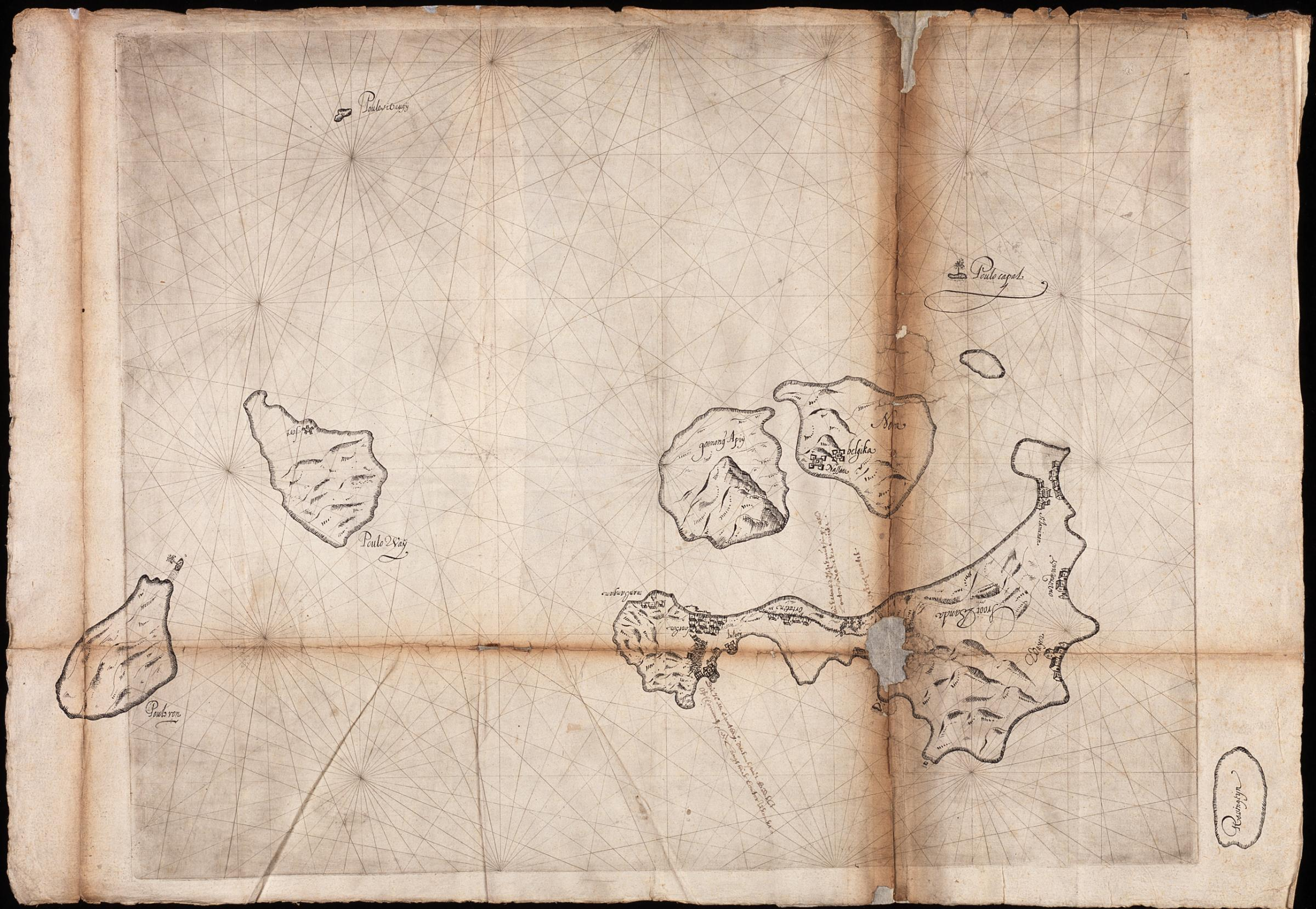
De Banda-eilanden op een kaart ca. 1623.

Tot oktober 1623 nam hij onder de nieuwe gouverneur-generaal Pieter de Carpentier deel aan de vergaderingen van de Raad van Indië in Batavia, weer met een aanzienlijke salarisverhoging. Daarna was hij drie en een half jaar gouverneur van Banda, met als instructie: 'Hout de burgerije in politique discipline; remedieert met sachtheijt ende daer 't van nooden is met hardicheijt, alle ingecroopen misbruijcken; weest den goeden vriendelijck ende den quaden straff; doet ieder goet ende cort recht'. Hij hield zich onder andere bezig met het opdelen in perken van land met muskaatbomen en de uitgifte daarvan in leen of erfpacht aan 'perkeniers'. Ook liet hij naar de bergen gevluchte slaven van de Bandanezen uit de Kei- en Aru-eilanden naar hun geboortelanden terugbrengen om goodwill te kweken en de regionale handel weer op gang te brengen.
In februari 1627 stopte hij als gouverneur en ging weer de zee op. In augustus vertrok hij uit Batavia als commandeur van een vloot van acht schepen met contanten, specerijen en andere handelswaar voor de factorijen in Suratte, Agra en Gamron 'tot vigoureus vervolch en deffentie van 's Compagnies handel, mitsgaders tot afbreuck van den algemeynen vijant'. In november was de vloot in Suratte, waar Pieter van den Broecke zich vooruitlopend op de contanten al diep in de schulden had gestoken. In januari 1628 werden in Gamron 350 door Huybert Visnich in Isfahan gekochte balen ruwe zijde ingeladen, waarvan 50 van de hoogste kwaliteit. Visnichs contract werd door Jansz. volgens de instructies van Batavia met twee jaar verlengd.
Na in juni teruggekeerd te zijn in Batavia nam hij weer zitting in de Raad, en hielp in augustus de stad te verdedigen bij de eerste belegering door het leger van het sultanaat Mataram. Coen, opnieuw gouverneur-generaal, verdeelde de taken. Jansz. kreeg het bevel op bastion Diamant, Anthony van Diemen op bastion Robijn, Jacques Lefebvre op Saphier en Jan van Gorcum op Parel. Adriaen Maertensz. Block kreeg het toezicht over de stad. Jansz. hoefde vanwege zijn leeftijd geen tegenaanvallen te leiden. Eind oktober was de strijd zo goed als gewonnen, en lag er ook een retourvloot van vijf schepen klaar op de rede, de Prins Willem, Nassau, Delfshaven, Vlissingen en Der Veer. Jansz., inmiddels rond de zestig jaar oud, besloot hiermee uit Indië te vertrekken, samen met Lefebvre en Van Gorcum. Om de maand mochten zij op de vloot de vlag voeren, Jansz. op de Prins Willem, Lefebvre op de Nassau en Van Gorcum op de Delfshaven. In december vertrok de vloot. Bij Mauritius voegde de nagezonden Leeuwin er zich bij. Rond de evenaar ontmoette men nog de vloot van Jacques Specx die onderweg was naar Batavia.
De retourvloot had opdracht om rond Schotland te zeilen om de Engelsen en de Duinkerker kapers te ontwijken maar de meeste matrozen wilden daar niets van weten. De Vlissingen hees de Prinsenvlag (wie volgen wil die mag) en voer het Kanaal in. De andere schepen volgden. Begin juli ontmoetten ze drie Zeeuwse oorlogsschepen onder Jan Evertsz., onder wiens konvooi de vloot naar de diverse thuishavens voer. Jansz. bracht met Lefebvre nog rapport uit aan de Staten-Generaal en stadhouder Frederik Hendrik in Den Haag, en daarmee eindigt zijn loopbaan bij de VOC, en verdwijnt hij uit beeld.

## Australië
Hoewel Jansz geldt als de officiële ontdekker van Australië, was hij natuurlijk niet de eerste die het continent zag. De Aboriginals leefden daar al tienduizenden jaren. Homo sapiens arriveerde er zo'n 45.000 jaar geleden via landbruggen en eilanden, op zoek naar dierlijk en plantaardig voedsel. Australië had toen een weelderig landschap met meren en rivieren en, inmiddels uitgestorven, grote prooidieren. Vroeger werd wel eens beweerd dat Portugezen het continent hadden ontdekt, maar daar is geen enkel bewijs voor. In 2002 poneerde Gavin Menzies een theorie dat de Chinese admiraal Zheng He met een vloot rond de wereld was gezeild en zowel Amerika als Australië had ontdekt, maar zijn boek 1421 wordt door professionele historici afgedaan als fictie. Het legendarische Zuidland kwam al eeuwen op allerlei kaarten voor maar dat was gebaseerd op fantasie. Die gaat terug op de Griekse cartograaf Claudius Ptolemaeus die leefde rond het begin van de jaartelling. Jansz was in ieder geval de eerste bij naam identificeerbare persoon die Australië zag, hoewel hij zelf dacht dat de kust die hij onderzocht nog steeds bij Nieuw-Guinea hoorde.
De originele journalen en kaarten die gedurende Jansz' reis werden gemaakt zijn verloren gegaan, maar de Nationale Bibliotheek van Oostenrijk beschikt over een kopie van de kaart uit omstreeks 1670 en de Caert van't Landt van d'Eendracht is deels op zijn reizen gebaseerd.